# Lebertia pilosa
Lebertia pilosa är en spindeldjursart. Lebertia pilosa ingår i släktet Lebertia, och familjen Lebertiidae. Arten är reproducerande i Sverige.